# Melhania orbiculari-dentata
Melhania orbiculari-dentata är en malvaväxtart som beskrevs av Arenes. Melhania orbiculari-dentata ingår i släktet Melhania och familjen malvaväxter. Inga underarter finns listade i Catalogue of Life.